# Labidosaurus
Genre
Labidosaurus est un genre éteint de « reptiles » anapsides de la période permienne de l'Amérique du Nord. 
Ses fossiles ont été découverts au Texas. 

## Description
Il était lourdement construit, ressemblant à un lézard avec une grosse tête, et mesurant environ 75 cm de long. Contrairement à beaucoup d'autres Captorhinidae, il avait une seule rangée de dents pointues et coniques dans ses mâchoires, et ses habitudes alimentaires sont supposées avoir été omnivores.

## Liste des espèces
Selon Paleobiology Database (20 juin 2023) :
- Labidosaurus broilii Case, 1911
- Labidosaurus hamatus Cope, 1896
- Labidosaurus incisivus (Cope, 1888)

## Systématique
Le nom valide complet (avec auteur) de ce taxon est Labidosaurus Cope, 1896.